# 肉眼
肉眼（にくがん）とは、光学機器を付けずに観測すること。
またその行為である。

## 一般な用法として
一般的に肉眼というと望遠鏡や双眼鏡や顕微鏡などを付けずに見ることやその場合の視力を指す。また眼鏡をかけての視力の場合は矯正視力と言うほうが一般的であり、メガネやコンタクトレンズを使用しないことを裸眼（らがん）と呼ぶ。もともとは仏教における肉眼（）から来た言葉であり、五眼のうちもっとも認識の働きが限定的である眼である。

## 肉眼の使用状況の変化
近年のめざましい情報技術進歩の結果、目を酷使することが増えドライアイという目の異状を訴える症状が多く報告されるようになった（なお、テレビを見たり、ゲームをしたり、パソコンの画面を見たりして近視になると思いがちだが科学的な根拠は一切ない）。
そのためかゲームの説明書には定期的に目を休ませる旨が書かれるようになった。また最近は目を休ませるための健康法が紹介されたり、アイスパッド（いわゆるアイスピロー）が発売されるようになった。

## 天文学として
天文学では、望遠鏡が発明されるまでは肉眼でしか星を観察できなかった。星座を用いての視力検査がなされるほどであった。その後望遠鏡の発明により観測可能な星は飛躍的に増え、より暗い星でも観察することができるようになった。
なお望遠鏡で見える星の明るさ（等級）は口径などによるが355mm口径で15等星まで。一方肉眼では（十分暗いところで）6等星までである。等級が1増える（減る）ごとに明るさは約2.512倍変化するので、355mm口径望遠鏡では最大で肉眼の約4000倍の暗さの星が見えるということになる。（2.512^(15-6)≒3982.69となる）